# 阿拉魯納 (巴拉那州)

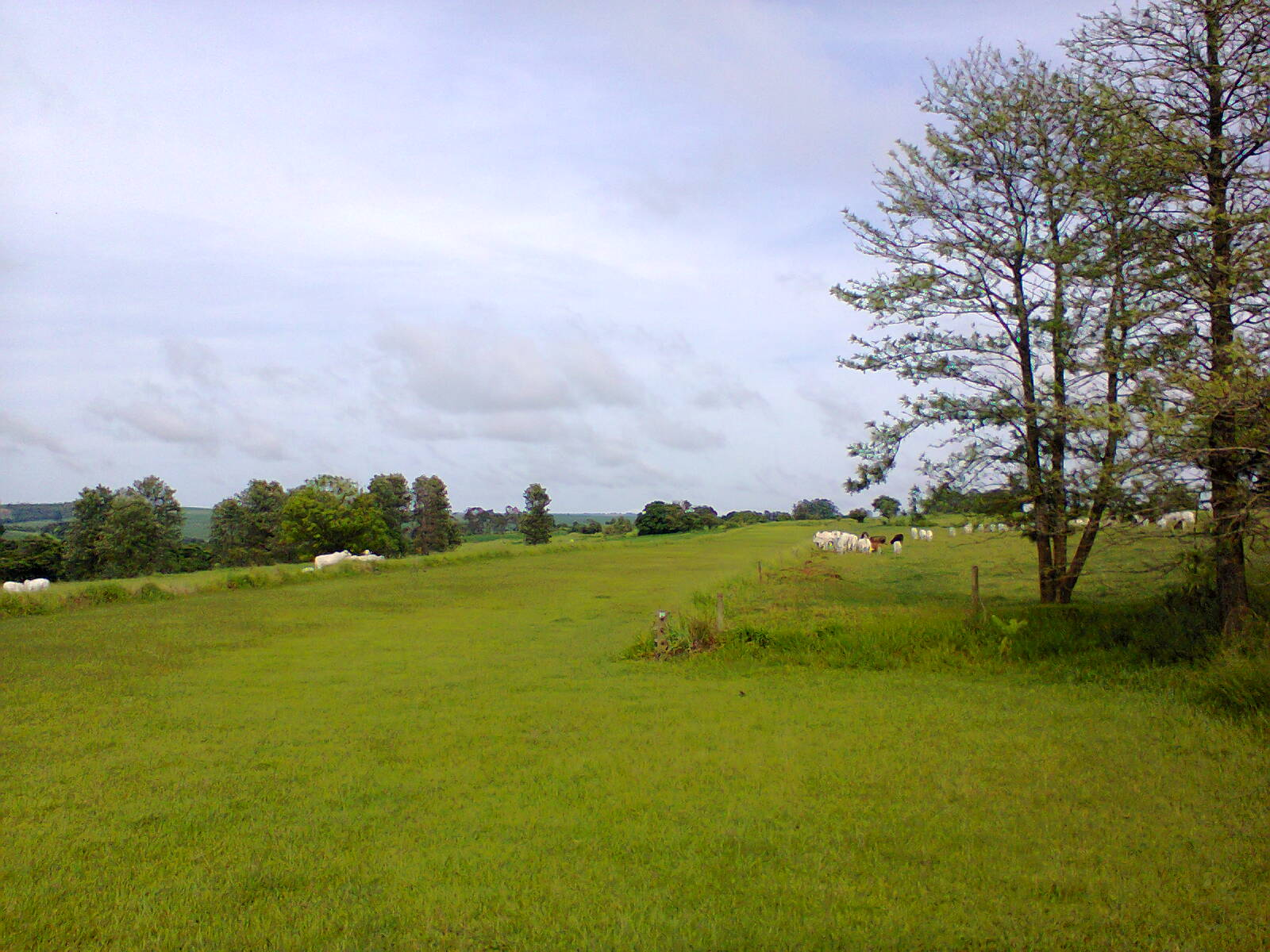
阿拉魯納

阿拉魯納（葡萄牙語：Araruna）是巴西的城鎮，位於該國南部，由巴拉那州負責管轄，始建於1955年11月29日，面積493平方公里，海拔高度610米，2011年人口12,356，人口密度每平方公里25.05人。